# LNT

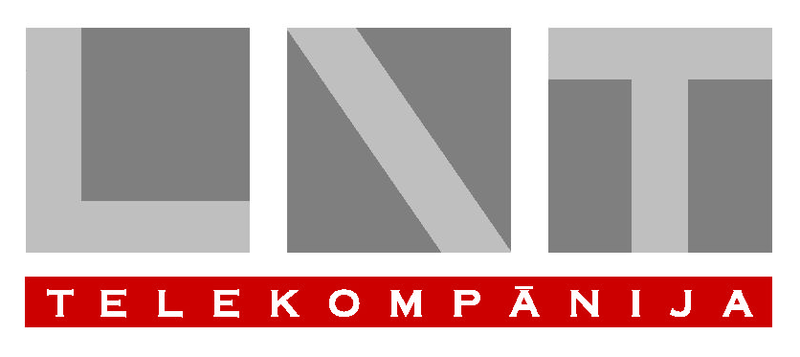
Бывший логотип LNT с 1996 до 1999 года

LNT (c латыш. Latvijas Neatkarīgā Televīzija— «Латвийское Независимое Телевидение») — латвийский телеканал, начал свою работу в 1996 году. LNT был образован в результате слияния двух частных телекомпаний вещавших на одной частоте — утреннего канала Picca TV и информационного NTV5. LNT стал первым коммерческим вещателем Латвии получившим статус национального. В 2003 году польский медиахолдинг Polsat приобрел 60 % акций канала LNT. С 8 мая 2007 года телекомпания LNT принадлежит концерну Руперта Мердока — News Corporation. Но уже весной 2010 года её (а также телекомпанию TV5 Riga) выкупает Neatkarīgie nacionālie mediji, компания, принадлежащая основателю LNT Андрейсу Экису. В начале 2012 года компания Neatkarīgie nacionālie mediji продала активы телеканала шведскому медиаконцерну Modern Times Group.
1 февраля 2003 года был создан кабельный телеканал LNT+, на котором транслировались основные программы LNT с синхронным переводом на русский язык. 30 марта 2004 года телекомпания была вынуждена отказаться от этого проекта из-за его нерентабельности, в итоге LNT+ прекратил своё вещание.
LNT — канал общеформатный, сетка вещания составлена по принципу — news & entertainment — информация и развлечения. LNT на протяжении нескольких лет является лидером латвийского телерынка, собирая самую большую аудиторию зрителей в стране.
Значительное время на LNT уделяется информационным программам. Новости выходят в эфир с первого дня вещания телекомпании. Изначально, это были пятиминутные выпуски, затем добавился вечерний получасовой обзор событий дня. Девиз новостей — «Мы говорим то, о чем молчат другие».
По данным TNS Latvia новости канала LNT занимают лидирующие позиции и имеют стабильно высокий рейтинг. Каналу LNT принадлежит одна из самых современных в Европе студия новостей. 5 октября 2004 года в эфир вышла утренняя информационная программа «900 секунд» (латыш. «900 sekundes»). Это был первый утренний проект на латвийском телевидение состоящий исключительно из новостей.
LNT лидер и в производстве развлекательных проектов. 27 января 2008 года на LNT стартовало телешоу «Звездный дождь» (латыш. «Zvaigžņu lietus»), в котором известные в Латвии певцы выступают с не менее известными, но никогда не пробовавшими себя в роли вокалиста людьми — спортсменами, актерами, политиками. Шоу «Звездный дождь» стало самым дорогостоящим проектом латвийского телевидения. 31 августа 2008 года канал LNT представил второй сезон проекта — «Звездный дождь—2» (латыш. «Zvaigžņu lietus—2»).
30 августа 2008 года в эфире LNT стартовал новый проект — реалити-шоу «Латвийская Принцесса-2008» (латыш. «Latvijas Princese-2008»). Отбор участниц шоу проходил на протяжении всего лета. В общей сложности записалось свыше 1000 претенденток на победу, но жюри отобрало лишь 25 девушек. Однако выбор жюри оказался не однозначным — проект с первых выпусков окружают слухи и скандалы,.
15 ноября 2008 года на канале LNT начался первый в своем роде вселатвийский конкурс — «Золотые таланты Латвии» (латыш. «Latvijas Zelta Talanti»).
Особое внимание на LNT уделяется кинопоказу — в эфире канала и голливудские блокбастеры, и теленовеллы, и российские сериалы. Одним из приоритетов для телекомпании является собственное кинопроизводство. Первым успехом стал показ комедийного сериала «Душечка Моника» (латыш. «Sirdsmīļā Monika») с Мирдзой Мартинсоне в главной роли. Ситком «Душечка Моника» стал одним из самых популярных сериалов в истории Латвии.